# Мингичар
Мингичар (тадж. Мингичар) — село в районе Рудаки Республики Таджикистан. Входит в состав джамоата (сельской общины) Лохур района Рудаки.
Находится на расстоянии 30 км от райцентра (пгт. Сомониён) и 21 км от центра общины (село Лохур).
Население — 678 чел. (2017).